# فيليب سميث (بواق)
فيليب سميث (بالإنجليزية: Philip Smith)‏ هو بواق أمريكي، ولد في 1952.

## وصلات خارجية
- فيليب سميث على موقع ميوزك برينز (الإنجليزية)
- فيليب سميث على موقع أول ميوزيك (الإنجليزية)
- فيليب سميث على موقع ديسكوغز (الإنجليزية)